# عزیزانت را بکش (فیلم ۲۰۰۶)
عزیزانت را بکش (به انگلیسی: Kill Your Darlings) فیلمی سوئدی به کارگردانی و نویسندگی بورن لارسون محصول سال ۲۰۰۶ میلادی است. لارسون در مصاحبه‌ای با سونسکا داگبلادت گفت که این فیلم براساس یک واقعه واقعی در زندگی او ساخته شده‌است، زمانی که او در یک کافه اینترنتی در لس آنجلس با یک مرد به ظاهر خوب ملاقات کرد که در نهایت لارسون را در بیابانی محصور نگه داشت. در این فیلم بازیگران زیادی از محبوب‌ترین بازیگران معاصر سوئدی همانند فارس فارس، استلان اسکاشگورد، الکساندر اسکاشگورد، و آندریاس ویلسون و برخی دیگر از بازیگران معروف آمریکایی جولی بنز و گرگ جرمن و لولیتا داویدوویچ و یک بازیگر کانادیی به نام لولیتا داویدوویچ وجود دارد.

## بازیگران
- لولیتا داویدوویچ در نقش لولا
- آندریاس ویلسون در نقش اریک
- فارس فارس در نقش عمر
- الکساندر اسکاشگورد در نقش گیرت
- جولی بنز در نقش کاترین
- جان لاروکات در نقش دکتر بنگلی
- گرگ جرمن در نقش استیونز
- بنیتو مارتینز در نقش افسر جونز
- جان سوج در نقش راک
- تری مور در نقش الا توسکانا
- اسکای مک‌کول بارتوزیاک
- میشل بونیلا در نقش سوزان
- اسکات ویلیامسون در نقش راب ولفتون
- اشلین سانچز
- مایکل کات در نقش لو
- استلان اسکاشگورد در نقش پدر اریک